# アンドラの共同公
アンドラの共同公（あんどらのきょうどうこう、カタルーニャ語: Coprínceps d'Andorra）は、アンドラ公国の共同国家元首。アンドラ公国は共同君主制を敷いており、ウルヘル司教とフランス大統領がこの地位に就いている。

## 歴史
アンドラは9世紀にウルヘル伯領が設置されたことを起源とする。839年にウルヘル司教はアンドラへの教権行使を認められ、やがて世俗的な権力も持つようになっていった。またウルヘル司教は地元の豪族に権利を分け与えたが、フォワ伯がやがてそれを継承するようになる。両者はアンドラの統治権をめぐって対立するようになったが、1278年に徴税・裁判・徴兵といった封建領主権を共有する対等の領主とする宗主契約が成立した。
フォワ伯の請求権は、1479年にナバラ王が継承し、1589年以降はフランス革命までフランス国王が継承した。フランス革命期には関係が断絶したものの、以降はフランスの国家元首がウルヘル司教と共に共同公の地位にある。

## 権限
アンドラでは700年にわたり伝統的な支配体制が続いていた。1982年に立法と行政が分離され、首相が初めて設置された。1993年には国民主権・議会制民主主義を定めた憲法が成立し、共同公には象徴的な権利のみが残される形となっている。
共同公は総選挙・国民投票の公示などの形式的な権限を行使するが、首相または総評議会議長の副署が必要とされる。一方で、法律や条約の違憲性について憲法裁判所に事前審査を要求することができるなど独自の権限も保有している。
共同公は本来の職務の都合上在国することはほとんどなく、アンドラにおける自らの代理人を任命することができるとされる。

## 日本語表記
元首の肩書について定訳はなく、日本外務省は「国家元首」。辞典類では「共同元首」「共同君主」などが使用されている。